# Liste des orgues de la région Centre-Val de Loire classés dans la base Palissy des monuments historiques

## Méthodologie
Cette liste prend en compte les orgues de la région Centre-Val de Loire classés uniquement, au titre objet ou immeuble, que ce soit pour leur buffet ou leur partie instrumentale et répertoriés dans la base Palissy des Monuments historiques de France. La section Reprises recense les modifications les plus importantes. Dans certains cas le classement du buffet intègre également la tribune. À défaut de précision, le classement est réputé acquis au titre objet (cas le plus fréquent) mais les initiales I.D. signifient au titre Immeuble par Destination et I. au titre Immeuble.

## Liste
| Localisation                                     | Construction | Reprises | Buffet                                                                       | Instrument                       | Illustration |
| ------------------------------------------------ | --- | --- | ---------------------------------------------------------------------------- | -------------------------------- | ------------ |
| Argenton-sur-Creuse, Saint-Sauveur               | Aristide Cavaillé-Coll 1867 | Restauration 1979, relevage 2001 Jean-Loup Boisseau |                                                                              | Notice no PM36000375             |              |
| Auxy, Saint-Martin                               | Gabault Fils 1870, restauré Henri FIRMIN 1924 | Restauration Bernard Hurvy 1995 |                                                                              | Notice no PM45000029             |              |
| Beaune-la-Rolande, Saint-Martin                  | Charles Beaurain 1878 quasi intact | Relevage Yves Fossaert 1996 |                                                                              | Notice no PM45000769             |              |
| Blois, cathédrale Saint-Louis                    | Jean-Baptiste & Robert Clicquot 1701, entretiens Jean-Baptiste Isnard jusqu'en 1789, Joseph Isnard 1799, Dominique Huet 1806, Louis Callinet 1842                                          | Reconstruction Joseph Merklin & Joseph Gutschenritter 1882 Lyon, restauré Robert Massey 1955, Bernard Hurvy, Jean-Baptiste Boisseau & Jean-Marie Gaborit 2000 | Notice no PM41000029                                                         | Notice no PM41000742             |              |
| Blois, Saint-Nicolas                             | Louis Bonn 1858, augmenté & réharmonisé Joseph Merklin 1884, électrifié Joseph Gutschenritter 1954                                                                                         | Restauration Robert Massey 1980 | 1860                                                                         | Notice no PM41000952             |              |
| Bourges, cathédrale Saint-Étienne                | Guy Jolly 1663, achevé Pierre Cauchoix 1667, augmenté Nicolas Collar 1741, reconstruit Pierre-François Dallery 1821, puis Merklin & Schütze 1860, restauré Joseph Rinckenbach 1925         | Reconstruction Daniel Kern 1985, intégrant les éléments historiques                                                                                           | Notice no PM18000043 immeuble, liste 1862; Bernard Perret 1665               | Notice no PM18000060             |              |
| Chartres, cathédrale Notre-Dame                  | Buffet Roland Foubert & Beley 1542 réutilisant meuble de Gombault Rogerie 1475 (au centre) & Positif 1481, pour instrument de Robert Filleul 1546                                          | Reconstruction Danion-Gonzalez 1971, relevage Jean-Marc Cicchero 1996                                                                                         | Notice no PM28000084 immeuble, liste 1840                                    |                                  |              |
| Châteauneuf-sur-Cher, basilique N.D. des Enfants | Aristide Cavaillé-Coll 1889 | Restauration à l'identique Jean Renaud 1980 | Buisine-Rigot & Fils (Lille)                                                 | Notice no PM18000173             |              |
| Château-Renault, Saint-André                     | Aristide Cavaillé-Coll 1866 | Restauration Philippe Emeriau 1995 |                                                                              | Notice no PM37000128             |              |
| Courtemaux, Saint-Georges                        | Orgue à cylindres Jean-Baptiste François Rolin-Thomassin (Mirecourt) vers 1820 | |                                                                              | Notice no PM45000964             |              |
| Cravant, Saint-Martin, o.de chœur                | Aristide Cavaillé-Coll 1874 pour chapelle du séminaire de Mayenne | Transfert Yves Kœnig 1979 |                                                                              | Notice no PM45000966             |              |
| Dreux, chapelle royale St Louis                  | Aristide Cavaillé-Coll 1845 & 1875 | Restauration Manufacture Lorraine de Grandes Orgues Théo Haerpfer 1984                                                                                        | 1614 Notice no PM28000969                                                    | Notice no PM28000296             |              |
| Dreux, Saint-Pierre                              | Louis-Alexandre Clicquot 1751(restent 3 jeux d'anches) dans buffet de 1614 de Toussaint Fortier                                                                                            | Reconstruction Aristide Cavaillé-Coll 1868, restauration Adrien Maciet 1994                                                                                   | Notice no PM28000972                                                         | Notice no PM28000971             |              |
| Levroux, collégiale Saint-Sylvain                | Guillaume Saffrey buffet de Guillaume Certin 1502, réfections: Jacques Senault 1608, Jean Brillart & Thomas Morlet 1648, Jacques Morlet ajoute Echo 1701; reconstruit Merklin-Schütze 1868 | Reconstruction Jean-Paul EDOUARD & Bertrand Cattiaux, harmonisation Jean-Loup Boisseau 1977; révision J.L.Boisseau 1999                                       | Notice no PM36000132 immeuble, restauration Yves Bruges (Poitiers) 2001      |                                  |              |
| Lorris, Notre-Dame                               | Anonyme début 17e réemployant 200 tuyaux plus anciens dans buffet Renaissance 1501, restauré père De Fontaine cordelier de Venise1681                                                      | Restauration Michel Chausson et Jean-Georges & Yves Kœnig 1974                                                                                                | Notice no PM45000968                                                         | Notice no PM45000342             |              |
| Monts, Château de Candé                          | Ernst Skinner 1929, réparé Robert Boisseau 1945 | Restauration Nicolas Toussaint 2011 |                                                                              | Notice no PM37001094             |              |
| Orléans, cathédrale Sainte-Croix                 | Construit 1631 abbaye de Fleury,modifié 1705; transféré 1821 transept sud puis restauré & mis tribune ouest Louis Callinet 1831; reconstruit A.Cavaillé-Coll 1880 avec réemploi Callinet   | Restaurations: Haerpfer 1981, Bernard Hurvy 2008 | Buffet Callinet avec pièces décoratives 17e & 18e, agrandi par Cavaillé-Coll | Notice no PM45000484             |              |
| Orléans, cathédrale Ste Croix, o.de chœur        | Aristide Cavaillé-Coll 1846 | Restauration Bernard Hurvy 1999 |                                                                              | Notice no PM45000485             |              |
| Pithiviers, St Salomon-St Grégoire               | Jean-Baptiste Isnard 1789, reconstruction conservatrice Aristide Cavaillé-Coll 1890 | Restaurations: Robert 1961 & Jean-Loup Boisseau 1980, Bertrand Cattiaux 2008                                                                                  | Notice no PM45000571                                                         | Notice no PM45000577             |              |
| Richelieu, N.D. de l'Assomption                  | Louis Bonn 1858 | Restauration à l'identique Nicolas Toussaint 1994 |                                                                              | Notice no PM37000662 immeuble    |              |
| Romorantin, Saint-Étienne                        | Joseph Merklin & Cie 1902 | Restauré Robert Massey 1970, relevé Yves Fossaert 2005 |                                                                              | Notice no PM41000954             |              |
| Saint-Amand-Montrond, Saint-Amand                | Offert par le Grand-Condé aux Carmes de St Amand en 1668; buffet transféré et orgue reconstruit François Daublaine 1835                                                                    | Reconstruit Gabriel Reinburg de la maison Cavaillé-Coll 1877, restauré Louis Reinburg 1910, reconstruit Robert Boisseau 1967                                  | Notice no PM18000322                                                         |                                  |              |
| Tours, cathédrale Saint-Gatien                   | Victor Lefebvre 1620, agrandissement+Positif (menuisier Henry Hammerbeck) Antoine Morlet 1672, augmentations: L.A. Clicquot 1733, J.B.N.Lefebvre 1771, F.H.Clicquot 1785                   | Reconstructions: Georges Gloton 1928, Daniel Kern 1994 | Notice no PM37000641 immeuble par destination, liste 1862                    | Notice no PM37000526 composition |              |
| Tours, chapelle St Roch Hôpital Bretonneau       | Acheté d'occasion à Louis Bonn 1867 & placé dans buffet de Chevreau 1882 | Restauration Lemercier & Conan (harmoniste) 2009 |                                                                              | Notice no PM37001348             |              |
| Tours, Saint-Saturnin                            | Louis Bonn 1872, réparé Abbé Tronchet 1909 | Modifié Roger Lambert 1951, inutilisé depuis 1991 |                                                                              | Notice no PM37000549             |              |
| Tours, St Symphorien                             | Louis Debierre 1885 | |                                                                              | Notice no PM37000552             |              |
| Vendôme,abbaye de la Trinité, o.de chœur         | Ducroquet 1845, réparé Henri Firmin 896, modifié Abbé Tronchet 1928 | |                                                                              | Notice no PM41000645 immeuble    |              |

## Sources
- Base Palissy des Monuments historiques de France
- Les Orgues du Berry, Éditions Comp'Act 2003,  (ISBN 2-87661-299-2)
- Les Orgues de Loir & Cher, Éditions Comp'Act 1999,  (ISBN 2-87661-184-8)